# 立売堀
立売堀（いたちぼり）は、大阪府大阪市西区の町名。現行行政地名は立売堀一丁目から立売堀六丁目。

## 地理
大阪市西区東部に位置する。北で阿波座、東で北久宝寺町・南久宝寺町、南で新町、西で本田および西の橋梁上の一点で川口、北西で江之子島・西本町と隣接する。阪神高速1号環状線信濃橋出入口付近から淀川の支流の木津川にある大渉橋付近までに当たる。
三丁目は阿波座地区西部、四丁目・五丁目・六丁目東部は薩摩堀地区、六丁目西部は江之子島地区南部を含んでいる。

## 歴史
江戸時代から地域の南部に立売堀川、北西部に薩摩堀川、西端部に百間堀川が流れていたが、昭和中期に埋め立てられた。江戸時代から材木の集散地として栄え、大正以降は金属や機械などの問屋街が形成されている。また、最近まで立ち売り（客に見えやすいように材木を立てかけ販売する）を行う材木業を営む店もいくつか残っていたが、マンション建設、再開発などによりその数を減らし、当時の名残はほとんど見られなくなっている。

### 地名の由来
地名には諸説あり、どれが正解かは不明であるが、代表的なものは以下のとおり。
『摂津名所図会大成』によると、大坂冬の陣・夏の陣で伊達氏がこの付近に堀をつくり陣地を構えていたこと、その跡を掘り足して川としたことから初めは伊達堀（だてぼり）と呼んでいたが、そのうち「いたちぼり」と呼ばれるようになった。後に材木の立売りが許されるようになったので漢字のみ「立売堀」と改められた、とのことである。
元和（1615年～1624年）の頃、土佐藩が幕府の許可を得て材木市場を開設、材木の立ち売り（客に見えやすいように材木を立てかけ販売する）を行ったことを由来とする説もある。

### 町名の変遷
江戸時代の町名は三右衛門町（さんえもんちょう）・中橋町・船坂町・薩摩堀中筋町・薩摩堀東之町・納屋町（なやまち）・百間町（ひゃっけんまち）・吉田町・西国町・立売堀一から四丁目・孫左衛門町・助右衛門町・立売堀中之町・立売堀西之町となっていた。
1872年（明治5年）に阿波座三番町・阿波座四番町・薩摩堀北之町・薩摩堀東之町・薩摩堀南之町・薩摩堀裏町（もと納屋町）・薩摩堀西之町（もと百間町）・立売堀裏町（もと吉田町・西国町）・立売堀北通一から六丁目・立売堀南通一から六丁目となった。1924年（大正15年）に薩摩堀裏町が島津町に、立売堀裏町が立売堀北通七丁目に変更。1960年（昭和35年）に阿波座三番町の西半・阿波座四番町・薩摩堀の五町が立売堀上通一から三丁目となり、立売堀北通・立売堀南通も再編の上どちらも一から六丁目となった。1978年（昭和53年）に立売堀上通・立売堀北通・立売堀南通および江之子島東之町・江之子島西之町の各中央大通以南を統合して住居表示を実施。

## 世帯数と人口
2019年（平成31年）3月31日現在の世帯数と人口は以下の通りである。
| 丁目         | 世帯数    | 人口    |
| ------------ | --------- | ------- |
| 立売堀一丁目 | 842世帯   | 1,229人 |
| 立売堀二丁目 | 231世帯   | 329人   |
| 立売堀三丁目 | 813世帯   | 1,337人 |
| 立売堀四丁目 | 1,038世帯 | 1,505人 |
| 立売堀五丁目 | 665世帯   | 1,122人 |
| 立売堀六丁目 | 1,215世帯 | 2,041人 |
| 計           | 4,804世帯 | 7,563人 |

### 人口の変遷
国勢調査による人口の推移。
| 1995年（平成7年）  | 3,575人 | [ 6 ]  |  |
| 2000年（平成12年） | 3,985人 | [ 7 ]  |  |
| 2005年（平成17年） | 5,006人 | [ 8 ]  |  |
| 2010年（平成22年） | 6,039人 | [ 9 ]  |  |
| 2015年（平成27年） | 6,374人 | [ 10 ] |  |

### 世帯数の変遷
国勢調査による世帯数の推移。
| 1995年（平成7年）  | 1,349世帯 | [ 6 ]  |  |
| 2000年（平成12年） | 1,742世帯 | [ 7 ]  |  |
| 2005年（平成17年） | 2,975世帯 | [ 8 ]  |  |
| 2010年（平成22年） | 3,358世帯 | [ 9 ]  |  |
| 2015年（平成27年） | 3,649世帯 | [ 10 ] |  |

## 事業所
2016年（平成28年）現在の経済センサス調査による事業所数と従業員数は以下の通りである。
| 丁目         | 事業所数  | 従業員数 |
| ------------ | --------- | -------- |
| 立売堀一丁目 | 294事業所 | 3,630人  |
| 立売堀二丁目 | 85事業所  | 3,220人  |
| 立売堀三丁目 | 90事業所  | 1,331人  |
| 立売堀四丁目 | 112事業所 | 2,231人  |
| 立売堀五丁目 | 74事業所  | 983人    |
| 立売堀六丁目 | 40事業所  | 1,071人  |
| 計           | 695事業所 | 12,466人 |

## 施設
公共施設
- 大阪市立西スポーツセンター
- 大阪市人権啓発・相談センター
- 大阪市緊急入院保護業務センター
- 大阪府警察本部地域部第一方面機動警ら隊
- 広教会館

教育機関
- 大阪市立明治小学校分校

金融機関
- 三井住友銀行立売堀支店・大阪西支店（同一店内)
- りそな銀行大阪西区支店
- 大阪シティ信用金庫本町支店

公園
- 阿波座南公園
- 島津公園
- 薩摩堀公園
- 西横堀公園

社寺
- サムハラ神社
- 応因寺
- 須原山 正福寺

## 交通

### 鉄道
- 四ツ橋駅（四つ橋線）
- 本町駅（四つ橋線、中央線、御堂筋線）
- 西大橋駅（長堀鶴見緑地線）
- 阿波座駅（千日前線、中央線）

### 道路
高速道路
- 阪神高速1号環状線
- 阪神高速16号大阪港線

主要地方道
- 大阪府道29号大阪臨海線（新なにわ筋）
- 大阪府道41号大阪伊丹線（なにわ筋）
- 大阪市道南北線（四つ橋筋）
- 大阪市道築港深江線（中央大通）
- あみだ池筋

## 立売堀が舞台の作品
- どてらい男（1973年関西テレビ製作）

## 出身・ゆかりのある人物
- 石原善三郎[12]（鉄商、奈良市街自動車、大阪電線各社長、衆議院議員）
- 石原孝三郎（日の丸電線取締役、日の丸貿易商会主） - 石原善三郎の弟で、住所が立売堀北通二丁目である[13]。
- 山本富士子（女優）

## その他

### 日本郵便
- 〒550-0012[3]（集配局：大阪西郵便局[14]）